# بلير كونور
بلير كونور (بالإنجليزية: Blair Connor)‏ هو لاعب اتحاد الرغبي أسترالي، ولد في 29 سبتمبر 1988 في بريزبان في أستراليا.

## وصلات خارجية
- بلير كونور على موقع سلسلة سباعيات الرغبي العالمية - رجال (الإنجليزية)
- بلير كونور عل موقع إسبنسكروم (الإنجليزية)
- بلير كونور على موقع ItsRugby.co.uk (الإنجليزية)